# Campeonato Mundial de Atletismo de 2023 - 400 m feminino
A disputa na modalidade 400 metros rasos feminino no Campeonato Mundial de Atletismo de 2023 fora realizada entre os dias 20 e 23 de agosto no Centro Atlético Nacional em Budapeste, na Hungria. Ao todo, 48 corredoras de 36 Comitês Olímpicos Nacionais estavam previstas a participarem do evento

## Resumo
A preparação ao evento foi muito agitada, pois a líder mundial, Sydney McLaughlin-Levrone desistiu algumas semanas antes do início do campeonato, alegando uma pequena lesão no joelho. A campeã mundial na edição de 2019, e detentora da terceira melhor marca de todos os tempos, Salwa Eid Naser, também retirou-se do evento, dias antes das eliminatórias iniciarem. Além das desistências, alguns grandes nomes também não conseguiram passar do primeiro turno. À atual campeã na época e da 6º melhor marca de todos os tempos, Shaunae Miller-Uibo, não retornou em plena forma, pois voltou às pistas apenas quatro meses após dar à luz ao seu primeiro filho. Outro grande nome que não conseguiu chegar à semifinal foi a número três do mundo, Britton Wilson, que terminou em último na bateria de abertura. Todas as semifinalistas tinham tempos sub-50 segundos, seis delas quebraram a marca na semifinal.
Na final, Lieke Klaver largou rápido, compensando o escalonamento de Natalia Kaczmarek para ela na reta final. Após a metade do caminho, a medalhista de prata na edição anterior, Marileidy Paulino, começou a recuperar terreno ao posicionar a medalhista de bronze, Sada Williams para sua parte de fora. Quando Paulino atingiu a linha de largada dos 100 metros, ela deu um passada à frente de Klaver e mais dois em suas próximas perseguidoras: Williams, Rhasidat Adeleke e Kaczmarek. Na reta final, Klaver esforçava-se , mas recuava em relação a Kaczmarek, Adeleke e Williams, mas Paulino estava tão longe que era claramente uma batalha apenas pela prata. Kaczmarek emergiu como a segunda melhor, dando um passo à frente de Williams enquanto Adeleke ficava para trás. Paulino terminou 6 metros à frente de Kaczmarek e Williams, conquistando seu segundo bronze consecutivo.
O Recorde Nacional de 48,76 de Marileidy Paulino a tornou a décima primeira mais rápida da história. Apenas as três medalhistas conseguiram quebrar a marca de 50 segundos na final.

## Recordes
Antes da competição os recordes eram os seguintes:
| Recorde                                       | Atleta & CON                    | Marca | Localidade              | Data                 |
| --------------------------------------------- | ------------------------------- | ----- | ----------------------- | -------------------- |
| Recorde mundial                               | Marita Koch (GDR)               | 47.60 | Camberra, Austrália     | 6 de outubro de 1985 |
| Recorde do campeonato                         | Jarmila Kratochvílová (TCH)     | 47.99 | Helsinki, Finlândia     | 10 de agosto de 1983 |
| Recorde do ano                                | Sydney McLaughlin-Levrone (USA) | 48.74 | Eugene, Estados Unidos  | 8 de julho de 2023   |
| Recorde da África                             | Falilat Ogunkoya (NGR)          | 49.10 | Atlanta, Estados Unidos | 29 de julho de 1996  |
| Recorde da Ásia                               | Salwa Eid Naser (BHR)           | 48.14 | Doha, Catar             | 3 de outubro de 2019 |
| Recorde da América do Norte, Central e Caribe | Shaunae Miller-Uibo (BAH)       | 48.36 | Tóquio, Japão           | 6 de agosto de 2021  |
| Recorde da América do Sul                     | Ximena Restrepo (COL)           | 49.64 | Barcelona, Espanha      | 5 de agosto de 1992  |
| Recorde da Europa                             | Marita Koch (GDR)               | 47.60 | Camberra, Austrália     | 6 de outubro de 1985 |
| Recorde da Oceania                            | Cathy Freeman (AUS)             | 48.63 | Atlanta, Estados Unidos | 29 de julho de 1996  |

## Medalhistas
| Ouro                                     | Prata                       | Bronze                   |
| Marileidy Paulino · República Dominicana | Natalia Kaczmarek · Polónia | Sada Williams · Barbados |

## Tempo de qualificação
O tempo de qualificação para qualificar-se automaticamente a prova foi de 51.00 segundos.

## Calendário
A programação do evento, no horário local (UTC+2), era a seguinte:
| Data         | Horário | Rodada        |
| ------------ | ------- | ------------- |
| 20 de agosto | 9:35    | Eliminatórias |
| 21 de agosto | 21:12   | Semifinais    |
| 23 de agosto | 21:35   | Final         |

## Resultados

### Eliminatórias
As 3 primeiras atletas de cada bateria e os próximas 6 mais rápidos qualificaram-se às semifinais. Os resultados foram os seguintes:
| Pos. | Bateria | Corredora                 | CON                  | Tempo | Notas                |
| ---- | ------- | ------------------------- | -------------------- | ----- | -------------------- |
| 1    | 6       | Marileidy Paulino         | República Dominicana | 49.90 | Q                    |
| 2    | 1       | Natalia Kaczmarek         | Polónia              | 50.02 | Q                    |
| 3    | 1       | Cynthia Bolingo           | Bélgica              | 50.29 | Q,                   |
| 4    | 1       | Candice McLeod            | Jamaica              | 50.37 | Q                    |
| 5    | 4       | Nickisha Pryce            | Jamaica              | 50.38 | Q                    |
| 6    | 2       | Lieke Klaver              | Países Baixos        | 50.52 | Q                    |
| 7    | 6       | Victoria Ohuruogu         | Reino Unido          | 50.60 | Q                    |
| 8    | 3       | Sada Williams             | Barbados             | 50.78 | Q                    |
| 9    | 5       | Rhasidat Adeleke          | Irlanda              | 50.80 | Q                    |
| 10   | 2       | Ama Pipi                  | Reino Unido          | 50.81 | Q                    |
| 11   | 2       | Lynna Irby-Jackson        | Estados Unidos       | 50.81 | Q                    |
| 12   | 4       | Roxana Gómez              | Cuba                 | 50.86 | Q                    |
| 13   | 6       | Talitha Diggs             | Estados Unidos       | 50.87 | Q                    |
| 14   | 6       | Lada Vondrová             | Chéquia              | 50.92 | q,                   |
| 15   | 2       | Susanne Walli             | Áustria              | 51.00 | q                    |
| 16   | 6       | Modesta Justė Morauskaitė | Lituânia             | 51.06 | q,                   |
| 17   | 4       | Gabby Scott               | Porto Rico           | 51.07 | Q,                   |
| 18   | 1       | Sharlene Mawdsley         | Irlanda              | 51.17 | q,                   |
| 19   | 5       | Andrea Miklós             | Roménia              | 51.24 | Q                    |
| 20   | 6       | Charokee Young            | Jamaica              | 51.24 | q                    |
| 21   | 2       | Evelis Aguilar            | Colômbia             | 51.27 | q,                   |
| 22   | 5       | Tereza Petržilková        | Chéquia              | 51.30 | Q                    |
| 23   | 5       | Henriette Jæger           | Noruega              | 51.33 |                      |
| 24   | 4       | Martina Weil              | Chile                | 51.35 |                      |
| 25   | 1       | Gunta Vaičule             | Letônia              | 51.36 | Recorde da temporada |
| 26   | 5       | Aliyah Abrams             | Guiana               | 51.44 |                      |
| 27   | 5       | Helena Ponette            | Bélgica              | 51.52 | Recorde pessoal      |
| 28   | 1       | Alice Mangione            | Itália               | 51.57 |                      |
| 29   | 3       | Paola Morán               | México               | 51.59 | Q                    |
| 30   | 4       | Grace Konrad              | Canadá               | 51.60 | Recorde pessoal      |
| 31   | 3       | Zenéy van der Walt        | África do Sul        | 51.76 | Q                    |
| 32   | 3       | Cátia Azevedo             | Portugal             | 51.93 |                      |
| 33   | 3       | Amandine Brossier         | França               | 51.98 | Recorde pessoal      |
| 34   | 3       | Imaobong Nse Uko          | Nigéria              | 52.24 |                      |
| 35   | 2       | Kyra Constantine          | Canadá               | 52.28 |                      |
| 36   | 1       | Miranda Charlene Coetzee  | África do Sul        | 52.30 |                      |
| 37   | 3       | Shaunae Miller-Uibo       | Bahamas              | 52.65 |                      |
| 38   | 4       | Gulia Senn                | Suíça                | 52.66 |                      |
| 39   | 1       | Kateryna Karpiuk          | Ucrânia              | 52.66 |                      |
| 40   | 4       | Fanni Rapai               | Hungria              | 52.73 | Recorde pessoal      |
| 41   | 5       | Mette Baas                | Finlândia            | 52.74 |                      |
| 42   | 2       | Nicole Caicedo            | Equador              | 52.82 |                      |
| 43   | 3       | Rosie Elliott             | Nova Zelândia        | 52.88 |                      |
| 44   | 6       | Tiffani Marinho           | Brasil               | 53.12 |                      |
| 45   | 6       | Marlie Viljoen            | África do Sul        | 53.73 |                      |
| 46   | 4       | Britton Wilson            | Estados Unidos       | 53.87 |                      |
| 47   | 5       | Tabata Vitorino           | Brasil               | 54.15 |                      |
| 48   | 2       | Janet Richard             | Malta                | 54.50 |                      |

### Semifinais
As 2 atletas mais rápidas em cada bateria (Q) e as próximas 2 mais rápidas (q) classificaram-se à final.
| Pos. | Bateria | Corredora                 | CON                  | Tempo | Notas           |
| ---- | ------- | ------------------------- | -------------------- | ----- | --------------- |
| 1    | 3       | Natalia Kaczmarek         | Polónia              | 49.50 | Q               |
| 2    | 1       | Marileidy Paulino         | República Dominicana | 49.54 | Q               |
| 3    | 3       | Sada Williams             | Barbados             | 49.58 | Q,              |
| 4    | 1       | Rhasidat Adeleke          | Irlanda              | 49.87 | Q               |
| 5    | 2       | Lieke Klaver              | Países Baixos        | 49.87 | Q               |
| 6    | 1       | Cynthia Bolingo           | Bélgica              | 49.96 | q,              |
| 7    | 1       | Candice McLeod            | Jamaica              | 50.62 | q               |
| 8    | 3       | Lynna Irby-Jackson        | Estados Unidos       | 50.71 |                 |
| 9    | 3       | Victoria Ohuruogu         | Reino Unido          | 50.74 |                 |
| 10   | 3       | Andrea Miklós             | Roménia              | 50.77 |                 |
| 11   | 2       | Talitha Diggs             | Estados Unidos       | 50.86 | Q               |
| 12   | 1       | Evelis Aguilar            | Colômbia             | 51.07 | Recorde pessoal |
| 13   | 2       | Roxana Gómez              | Cuba                 | 51.07 |                 |
| 14   | 2       | Ama Pipi                  | Reino Unido          | 51.17 |                 |
| 15   | 2       | Nickisha Pryce            | Jamaica              | 51.24 |                 |
| 16   | 3       | Charokee Young            | Jamaica              | 51.40 |                 |
| 17   | 1       | Paola Morán               | México               | 51.46 |                 |
| 18   | 3       | Susanne Walli             | Áustria              | 51.50 |                 |
| 19   | 1       | Lada Vondrová             | Chéquia              | 51.50 |                 |
| 20   | 2       | Gabby Scott               | Porto Rico           | 51.52 |                 |
| 21   | 1       | Zenéy van der Walt        | África do Sul        | 51.54 |                 |
| 22   | 2       | Sharlene Mawdsley         | Irlanda              | 51.78 |                 |
| 23   | 3       | Tereza Petržilková        | Chéquia              | 51.94 |                 |
| 24   | 2       | Modesta Justė Morauskaitė | Lituânia             | 52.15 |                 |

### Final
A final fora disputada no dia 23 de agosto. Este fora o resultado:
| Pos.              | Corredora         | CON                  | Tempo | Notas            |
| ----------------- | ----------------- | -------------------- | ----- | ---------------- |
| Medalha de ouro   | Marileidy Paulino | República Dominicana | 48.76 | Recorde nacional |
| Medalha de prata  | Natalia Kaczmarek | Polónia              | 49.57 |                  |
| Medalha de bronze | Sada Williams     | Barbados             | 49.60 |                  |
| 4                 | Rhasidat Adeleke  | Irlanda              | 50.13 |                  |
| 5                 | Cynthia Bolingo   | Bélgica              | 50.33 |                  |
| 6                 | Lieke Klaver      | Países Baixos        | 50.33 |                  |
| 7                 | Candice McLeod    | Jamaica              | 51.08 |                  |
|                   | Talitha Diggs     | Estados Unidos       | 51.25 |                  |

Legenda
| Recorde mundial       | Recorde mundial (World record)               |                       | Recorde africano                      | Recorde africano (African) |                                           | Q | Classificado por posição (Qualified) |
| Recorde do campeonato | Recorde do campeonato (Championship record)  | Recorde da América    | Recorde da América (Americas)         | q                          | Classificado por melhor tempo (Qualified) |   |                                      |
| Melhor marca do ano   | Melhor marca do ano (World leading)          | Recorde asiático      | Recorde asiático (Asian)              | DNS                        | Não largou (Did not start)                |   |                                      |
| Recorde nacional      | Recorde nacional (National record)           | Recorde europeu       | Recorde europeu (European)            | DNF                        | Não terminou (Did not finish)             |   |                                      |
| Recorde pessoal       | Recorde pessoal do atleta (Personal best)    | Recorde da Oceania    | Recorde da Oceania (Oceania)          | DSQ / DQ                   | Desclassificado (Disqualified)            |   |                                      |
| Recorde da temporada  | Recorde da temporada do atleta (Season best) | Recorde sul-americano | Recorde sul-americano (South America) | NM                         | Sem marca (No mark)                       |   |                                      |